# Compositor de cançons
Un compositor de cançons, és una persona que es dedica a escriure cançons. Quan l'autor centra el seu treball exclusivament en el text de les cançons, en la lletra, aleshores és anomenat lletrista. En canvi, quan també s'encarrega de l'harmonia musical, de la melodia, i del ritme de la composició musical, aleshores s'anomena d'una manera més àmplia compositor de cançons. Quan el cantant i compositor a més interpreta les seves pròpies cançons, és anomenat cantautor, que no és més que la resultant de la fusió entre les paraules cantant i autor de la composició.

## Delimitacions
Un compositor que no crea els textos però si la melodia es pot anomenar compositor de cançons (ex. Elton John). D'altra banda, anomenar compositor de cançons a aquell autor que ha creat el text, però no la melodia, és inusual (ex. Bernie Taupin) per la qual cosa és més correcte és anomenar-los lletristes. Als compositors de peces exclusivament instrumentals no se'ls anomena compositors de cançons.
Les activitats dels compositors i dels compositors-cantants (cantautors) són variades, el cantautor representa una forma d'entendre la música, i alguns exemples poden ser autors com Bob Dylan o Joni Mitchell. Molts cantautors componen també cançons per altres intèrprets.

## Metodologia
La composició de cançons té una sèrie de mètodes, la terminologia dels quals es basa també en l'idioma anglès, mètodes que s'utilitzen de forma puntual o combinada en les composicions. Serveixen per augmentar el valor de reconeixement, i així incrementar l'èxit.
Els compositors divideixen la cançó en seccions: estrofa, pont i la tornada. Addicionalment també hi ha seccions opcionals com la part intermèdia, que descriuen una part harmònica o rítmica de la cançó. Finalment també existeix la part de trencament (break part), amb una frase rítmica i breu, i una introducció o bé un final en una cançó. No existeix una terminologia inequívoca i universal. La denominació que s'utilitza per a les seccions d'una cançó depèn de les diferents tradicions i de l'estil musical.

## Producció
El compositor de cançons té, en contraposició amb el compositor clàssic, un grup de música molt més reduït, ja que, per exemple, en el cas de la música pop, no sol haver-hi més de 6 músics, (o fins i tot menys). La banda sol utilitzar instruments d'harmonia com la guitarra elèctrica, el teclat o el baix elèctric, instruments rítmics com la bateria i també alguns instruments de percussió. En l'actualitat també es fan servir sintetitzadors de veu digitals. La composició des del punt de vista dels drets d'autor consisteix en la veu melòdica.
A vegades, la lletra cantada pot no coincidir amb el títol de la cançó. La lletra sol incloure el missatge principal de la cançó, i la melodia de la cançó, que sol ser una repetició, o bé algunes paraules de la pròpia cançó, com en els temes: «Love Me Tender», «Wind of Change», o fins i tot «In the Ghetto».
El hook o ganxo, també pot consistir en un passatge instrumental, com sol passar per exemple amb la introducció de «Smoke on the Water», o en el cas de alguns gèneres musicals moderns, sons, o efectes de so. La clau del ganxo està en la capacitat de la cançó per ser reconeguda per l'espectador.
A finals dels anys setanta del segle xx, les cançons es basaven en notes, mentre que en l'era moderna, els compositors solen produir la seva música, majoritàriament amb l'ordinador, per així poder mostrar una demostració a l'intèrpret. És possible trobar notes en els llibres de cançons, i exemples per a la seva reproducció tocant la guitarra.